# 张向晨
张向晨（1965年6月—），中华人民共和国政治人物，河北涞水人。1985年11月加入中国共产党，1991年4月参加工作，2001年进入中华人民共和国商务部。2017年4月8日，习近平根据全国人民代表大会常务委员会的决定，任命为常驻世界贸易组织代表和特命全权大使兼常驻联合国日内瓦办事处和瑞士其他国际组织副代表。2020年11月重回商务部，任商务部党组成员，2020年12月起任商务部党组成员兼副部长。2021年5月4日，世界贸易组织任命张向晨为新任副总干事。2021年8月，国务院免去张向晨的商务部副部长。

## 言行
2018年7月26日，在世界贸易组织的总理事会上，美国对中国的经济模式进行质疑和指责。时任中国常驻世界贸易组织代表张向晨称世界贸易组织并没有对市场经济进行一个明确的定义，美国不能把自己的经济模式当作市场经济的样板来要求其他国家。